# Spoorlijn Hamburg Hauptbahnhof - Aumühle
De spoorlijn Hamburg Hauptbahnhof - Aumühle is een Duitse spoorlijn in Hamburg en Sleeswijk-Holstein en is als spoorlijn 1244 onder beheer van DB Netze. De lijn is onderdeel van de S-Bahn van Hamburg.

## Geschiedenis
Tot 1997 maakte de S-Bahn van Hamburg gebruik van de spoorlijn Berlijn - Hamburg tussen Hamburg en Aumühle. Door het sterk toegenomen verkeer op deze lijn na de Duitse eenwording werd besloten een aparte lijn voor de S-Bahn aan te leggen. Het gedeelte van Hamburg Hauptbahnhof tot Reinbek werd door de Deutsche Bahn geopend op 1 juni 1997. Het gedeelte van Reinbek tot Aumühle werd geopend 15 december 2002.

## Treindiensten
De Deutsche Bahn verzorgt het personenvervoer op dit traject met S-Bahn treinen.
| Serie | Treinsoort        | Route                                                                                   | Bijzonderheden |
| ----- | ----------------- | --------------------------------------------------------------------------------------- | -------------- |
|       | S-Bahn (DB Regio) | Altona – Dammtor – Hauptbahnhof – Berliner Tor – Bergedorf – Aumühle                    |                |
|       | S-Bahn (DB Regio) | Elbgaustraße – Eidelstedt – Dammtor – Hauptbahnhof – Berliner Tor – Bergedorf – Aumühle |                |

## Aansluitingen
In de volgende plaatsen is of was er een aansluiting op de volgende spoorlijnen:
Hamburg Hauptbahnhof
DB 1120, spoorlijn tussen Lübeck en Hamburg
DB 1240, spoorlijn tussen Hamburg Hauptbahnhof en Hamburg-Altona
DB 1241, spoorlijn tussen Hamburg Hauptbahnhof en Hamburg-Poppenbüttel
DB 1245, spoorlijn tussen de aansluiting Rothenburgsort en Hamburg Hauptbahnhof
DB 1250, spoorlijn tussen aansluiting Norderellbbrücke en Hamburg Hauptbahnhof
DB 1270, spoorlijn tussen Hamburg Hauptbahnhof en Hamburg Diebsteich
DB 1271, spoorlijn tussen Hamburg Hauptbahnhof en Hamburg-Neugraben
DB 2200, spoorlijn tussen Wanne-Eickel en Hamburg
DB 6100, spoorlijn tussen Berlijn en Hamburg
Aumühle
DB 6100, spoorlijn tussen Berlijn en Hamburg

## Elektrische tractie
De S-Bahn van Hamburg maakt op dit traject gebruik van een stroomrail. Dit net heeft een spanning van 1200 volt.